# هرمان مدسن
هرمان مدسن (انگلیسی: Herman Madsen; ۱۱ آوریل ۱۸۴۴ – ۱۴ ژوئن ۱۹۱۷) ریاضی‌دان، مهندس، سیاستمدار و پرسنل نظامی اهل دانمارک بود.